# Хюркуш, Веджихи
Веджихи Хюркуш (тур. Vecihi Hürkuş; 6 января 1896, Стамбул, Османская империя — 16 июля 1969, Военно-медицинская академия Гюльхане) — турецкий авиаинженер и один из пионеров турецкой авиации. Создал первый турецкий аэроплан и основал  первую турецкую аэропланерную компанию.

## Биография
Родился 6 января 1896 года в Стамбуле. Когда началась Балканская война, он пошёл на фронт добровольцем. По возвращении был назначен командиром лагеря для военнопленных в Бейкозе. 
Во время Первой мировой войны, в начале 1916 года, он был направлен в Багдад во время Месопотамской кампании в качестве механика.  
Вернулся в Стамбул, поступил в школу Тайяра в Ешилькёй и окончил её в качестве пилота.
Участвовал в операциях против русских в декадентской дивизии. Совершал успешные разведывательные и бомбардировочные полёты, сбил российский самолёт в воздушном бою. Веджихи Хюркуш — первый турецкий тайярец, сбивший самолёт.
Впоследствии он был взят в плен русскими, но сумел бежать с острова Наргин в Иран. После побега он вернулся в Стамбул и в 1918 году присоединился к 9-й эскадрилье боевых самолётов, которой было поручено защищать Стамбул от воздушных атак союзников. Он спроектировал истребитель, но не смог завершить проект из-за условий, содержащихся в Соглашении о прекращении огня в Монтрё.
Участвуя в освободительной войне, Веджихи Хюркуш совершил очень успешные разведывательные и вспомогательные полёты, особенно во время войны в Инёню и Сакарья, а также сбил греческий самолёт. Веджихи Хюркуш был награждён медалью «Независимости» («Истикляль») с красной полосой. Кроме того, Великое Национальное Собрание Турции вручило ему три благодарственных письма. Он единственный, кто удостоен трёх наград.
После войны он спроектировал и построил свой первый самолёт и несколько других. Он использовал авиационные двигатели, приобретённые во время Первой мировой войны, для питания этих самолётов. В 1924 году в Измире он построил с нуля военный самолёт Vecihi K-VI, который совершил свой первый полёт 28 января 1925 года. В 1930 году он построил быстроходный катер (Vecihi-SK-X) и гражданский самолёт (Vecihi K-XIV) в Кадыкёй, Стамбул, а затем гидросамолёт в 1933 году.
21 апреля 1932 года он основал в Кадыкёй гражданскую лётную школу Vecihi Sivil Tayyare Mektebi. В следующем году он тренировал первую турецкую лётчицу Бедрийе Тахир Гёкмен. Он принял фамилию Хюркуш («Вольная птица») после Закона о фамилиях 1934 года. 27 февраля 1939 года он получил диплом в области авиастроения в Веймарской инженерной школе в Германии.
В 1948 году он основал частное авиационное издание под названием Kanatlılar Dergisi. 
29 ноября 1954 года он основал Hürkuş Havayollari (Freebird Airlines), первую частную авиакомпанию в Турции. С 1961 по 1966 год он проводил аэрофотосъёмку для Горного Научно-исследовательского института.

### Вклад в авиацию
В 1917 году Хюркуш стал первым турецким лётчиком, который пилотировал двухмоторный самолёт — российский Caudron G.4, захваченный на Кавказском фронте. В 1918 году он изготовил винт с нуля в Стамбуле для Nieuport 17, также захваченного у русских. Во время турецкой войны за независимость он производил клей из желатина для приклеивания ткани к крыльям самолётов.
В 1923 году он летал на заброшенном итальянском Caproni Ca.5, также известном как Ca.57 или Breda M-1, с девятью пассажирами, став первым турецким пилотом, который управлял пассажирским самолётом. 
Он построил первые в стране планеры (US-4 ve PS-2) и участвовал в создании Turkish Bird (Турецкое авиационное общество) с 1935 по 1936 год в Этимесгуте, Анкара.
За свою лётную карьеру, длившуюся 52 года (1916—1967), он освоил в общей сложности 102 различные модели самолётов и провёл в кабине 30 000 часов (3,4 года).

## Наследие
В 1994 году он был посмертно удостоен награды Международной организации гражданской авиации (ИКАО) за его 50-летний вклад в развитие гражданской авиации Турции.
Турбовинтовой самолёт Hürkuş (Free Bird), построенный Türk Havacılık ve Uzay Sanayii, назван в его честь.

## Семья
Дважды состоял в браке. В первом браке имел двух дочерей, во втором – одну.